# Instytut Historyczny Uniwersytetu Wrocławskiego

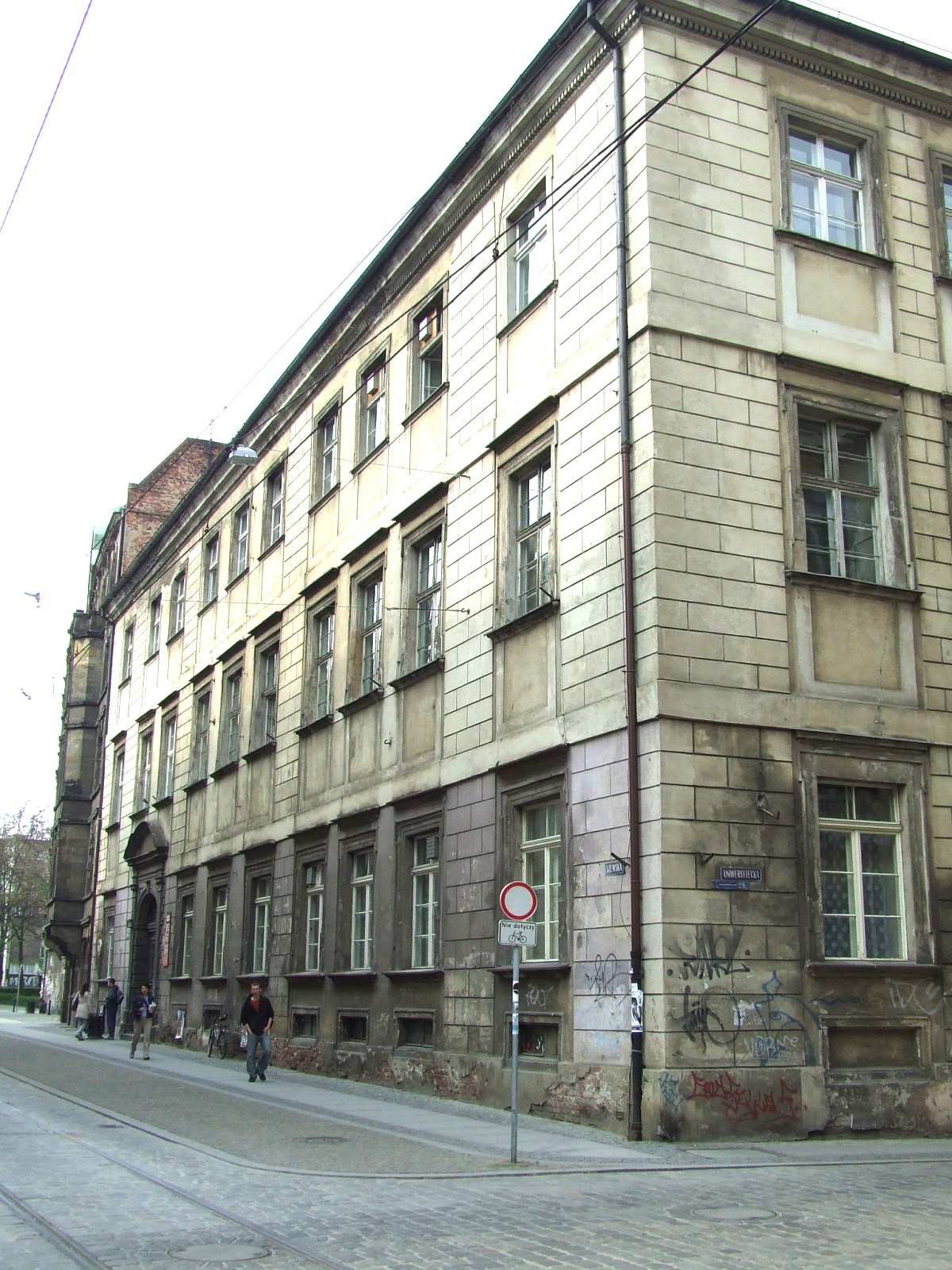
Siedziba Instytutu Historycznego UWr przy ulicy Szewskiej 49

Instytut Historyczny Uniwersytetu Wrocławskiego – jednostka dydaktyczno-naukowa należąca do struktur Wydziału Nauk Historycznych i Pedagogicznych Uniwersytetu Wrocławskiego. Dzieli się na 12 zakładów i 8 pracowni naukowych. Ponadto w skład instytutu wchodzi samodzielna biblioteka naukowa. Posiada uprawnienia do nadawania stopni naukowych doktora i doktora habilitowanego oraz wnioskowania o nadanie tytułu naukowego profesora.

## Profil naukowo-dydaktyczny
Instytut Historyczny Uniwersytetu Wrocławskiego prowadzi działalność dydaktyczną i badawczą związaną z historią polityczną, społeczną i gospodarczą w jej poszczególnych epokach i różnych aspektach. Główne aspekty działalności naukowo-badawczej instytutu dotyczącą problematyki związanej z: dziejami zachodnich i wschodnich prowincji rzymskich, epigrafią grecką i łacińską, historią filozofii i religii, demografią historyczną Słowiańszczyzny Zachodniej, dziejopisarstwem średniowiecznej wsi polskiej, przemysłem i demografią Śląska, historią miast śląskich, Niemiec i stosunków polsko-niemieckich, parlamentaryzmem polskim, kulturą staropolską, polską myślą polityczną XIX i XX wieku, problemami mniejszości narodowych w Europie, dziejami emigracji polskiej, historią w programach szkolnych, naukami pomocniczymi historii, genealogią polską, historią Śląska i Prus Wschodnich, dziejami Afryki Północnej w starożytności, dziejami Grecji i Rzymu, historią wojskowości, dziejami Galicji i polskich kresów wschodnich oraz dziejami Litwy i Ukrainy.

## Dzieje Instytutu
Instytut powstał jako jedna z pierwszych jednostek Uniwersytetu Wrocławskiego w 1945, którego twórcami byli naukowcy przybyli w znacznej części z Uniwersytetu Jana Kazimierza we Lwowie. Związanych z nim było wielu wybitnych badaczy, m.in.: Władysław Czapliński, Stefan Inglot, Tadeusz Kotula i Henryk Zieliński. Pracownicy naukowi instytutu zajmowali też często najważniejsze stanowiska w hierarchii uniwersyteckiej – rektorów: Marian Orzechowski (1971–1975), Wojciech Wrzesiński (1990–1995), Romuald Gelles (1999–2002), Przemysław Wiszewski (od 2020) oraz prorektorów: Jerzy Maroń (2002–2005), Rościsław Żerelik (1999–2002), Krzysztof Nawotka (2005–2008) i Grzegorz Hryciuk (2012–2016), wielokrotnie obejmowali też funkcję dziekanów na swoich wydziałach. Instytut początkowo afiliowany był przy Wydziale Filozoficzno-Historycznym, od reorganizacji struktur uniwersyteckich w 1988 przy Wydziale Nauk Historycznych i Pedagogicznych.

## Władze (2020–2024)
Dyrektor: dr hab. Filip Wolański, prof. UWr
Zastępca dyrektora ds. dydaktycznych: dr hab. Barbara Techmańska
Zastępca dyrektora ds. nauki i współpracy z zagranicą: prof. dr hab. Jakub Tyszkiewicz
Zastępca dyrektora ds. inwestycji: dr hab. Miron Urbaniak, prof. UWr

## Poczet dyrektorów

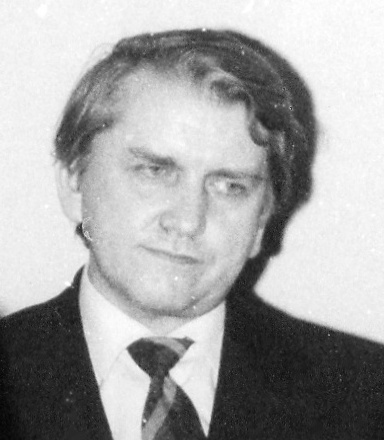
prof. Wojciech Wrzesiński, dyrektor instytutu oraz rektor UWr

- 1969–1972: prof. zw. dr hab. Adam Galos
- 1972–1975: prof. zw. dr hab. Józef Leszczyński
- 1975–1976: prof. zw. dr hab. Eugeniusz Konik
- 1976–1981: prof. zw. dr hab. Wojciech Wrzesiński
- 1981–1985: prof. zw. dr hab. Adam Galos
- 1985–1986: prof. zw. dr hab. Zbigniew Kwaśny
- 1986–1987: prof. zw. dr hab. Mieczysław Pater (p.o. dyrektora IH UWr)
- 1987–1990: prof. zw. dr hab. Tadeusz Kotula
- 1990–1993: prof. zw. dr hab. Krystyn Matwijowski
- 1993–1996: prof. zw. dr hab. Mieczysław Pater
- 1996–2005: prof. zw. dr hab. Wojciech Wrzesiński
- 2005–2020: prof. zw. dr hab. Rościsław Żerelik
- od 2020: dr hab. Filip Wolański, prof. UWr

## Kierunki kształcenia
Instytut Historyczny Uniwersytetu Wrocławskiego oferuje studia na następujących kierunkach i specjalnościach w ramach studiów pierwszego trwających 3 lata i kończących się uzyskaniem tytułu zawodowego licencjata w ramach studiów stacjonarnych (dziennych) i niestacjonarnych (zaocznych):
- dziedzictwo kultury materialnej – ochrona, promocja, gospodarowanie (studia dzienne)
  - gospodarowanie dziedzictwem kultury materialnej
  - turystyka historyczna
- historia
  - amerykanistyka (studia dzienne)
  - archiwistyka i zarządzanie dokumentacją (studia dzienne i zaoczne)
  - dokumentalistyka konserwatorska (studia dzienne)
  - regionalistyka (studia dzienne)
  - specjalność nauczycielska (studia dzienne i zaoczne)
- militarioznawstwo (studia dzienne)
  - popularyzacja wiedzy o militariach
  - animacja odtwórstwa historycznego
- european cultures (studia dzienne, w języku angielskim)

Po ukończeniu studiów I stopnia ich absolwenci mogą kontynuować dalsze kształcenie w ramach studiów drugiego stopnia (magisterskich uzupełniających), kończących się uzyskaniem tytułu magistra, które trwają 2 lata. Do wyboru są następujące kierunki i specjalności w ramach studiów dziennych i zaocznych:
- historia cywilizacji śródziemnomorskich (studia dzienne)
- public history (studia dzienne, w języku angielskim)
- historia w przestrzeni publicznej (studia dzienne)
- historia (studia dzienne)
  - archiwistyka i zarządzanie dokumentacją (studia dzienne i zaoczne)
  - dokumentalistyka konserwatorska (studia dzienne i zaoczne)
  - regionalistyka (studia dzienne)
  - specjalność nauczycielska (studia dzienne i zaoczne)

W roku akademickim 2020/2021 w instytucie nie są prowadzone żadne studia podyplomowe. Przy instytucie działa Kolegium Doktorskie Historii należące do Wydziału Nauk Historycznych i Pedagogicznych Uniwersytetu Wrocławskiego. Kształcenie w nim trwa 4 lata i kończy się uzyskaniem stopnia naukowego doktora nauk humanistycznych. W 2008 roku w instytucie kształciło się 1357 studentów w trybie dziennym i zaocznym.

## Struktura organizacyjna

### Zakład Antropologii Historycznej
Zakład Antropologii Historycznej realizuje w ramach programu studiów historycznych zajęcia z metodologii badań historycznych, historii historiografii, podstawy socjologii, informatyki dla historyków. Zakład prowadzi specjalizację przedmiotową: Jednostka, grupa, społeczeństwo w poznaniu historycznym, poświęconą dziejom kultury i społeczeństwa od końca średniowiecza do początku XX w. Ponadto Zakład prowadzi seminaria doktorskie, magisterskie i licencjackie, a także wykłady i konwersatoria problemowe: Miłość staropolska, Elity w Polsce od średniowiecza do początku XX w., Rodzina i gospodarstwo domowe w Polsce nowożytnej, Rodzina w społeczeństwie polskim XVI-XIX w., Przestępczość w Polsce XVI–XVIII w., Wspólne dzieje Polski, Czech i Węgier.
Pracownicy:
- Kierownik: dr hab. Marek Górny, prof. UWr
- dr hab. Paweł Klint

### Zakład Dydaktyki Historii i Wiedzy o Społeczeństwie
Zakład Dydaktyki Historii i WOS UWr powstał 28 grudnia 1972 r. decyzją rektora, prof. dra hab. Mariana Orzechowskiego, która weszła w życie 1 stycznia 1973 r. Inicjatorem jego powstania i pierwszym kierownikiem był doc. Karol Fiedor. Zakład Dydaktyki Historii i wiedzy o społeczeństwie koncentruje się na badaniach nad historią nauczania historii, historią wychowania na przestrzeni dziejów, wychowaniem obywatelskim oraz problematyką regionalizmu w dydaktyce historii i WOS oraz problematyki kształcenia nauczycieli. Dotyczą one także skuteczności metod i środków dydaktycznych, sposobów ewaluacji oraz stosowania współczesnych mediów w edukacji. Zakład współpracuje z Uniwersytetem Masaryka w Brnie i Międzynarodowym Stowarzyszeniem Dydaktyków Historii oraz Międzynarodowym Instytutem Badań nad Podręcznikiem Szkolnym w Brunszwiku.
Kierownicy Zakładu
| Lata urzędowania                   | Kierownik                        |
| ---------------------------------- | -------------------------------- |
| 1 stycznia 1973 – 1 września 1979  | doc. Karol Fiedor                |
| 1 września 1979 – 31 sierpnia 1986 | doc. Romuald Gelles              |
| 31 sierpnia 1986 – 1 września 2018 | dr hab. Grażyna Pańko, prof. UWr |
| od 1 września 2018                 | prof. dr hab. Joanna Wojdon      |

Pracownicy
- Kierownik: prof. dr hab. Joanna Wojdon
- prof. dr hab. Jacek Piotrowski
- dr hab. Karol Sanojca, prof. UWr
- dr hab. Barbara Techmańska
- dr Małgorzata Skotnicka-Palka
- dr Dorota Wiśniewska

### Zakład Historii Europy Wschodniej
Pracownicy:
- Kierownik: dr hab. Grzegorz Hryciuk, prof. UWr
- dr hab. Małgorzata Ruchniewicz, prof. UWr
- dr Aleksander Srebrakowski
- dr Magdalena Gibiec

### Zakład Historii Gospodarczej, Demografii i Statystyki
Zakład Historii Gospodarczej, Demografii i Statystyki został założony w 1946 r. jako Katedra Historii Gospodarczej i Społecznej przez prof. dra hab. Stefana Inglota. Jego pracownicy naukowi prowadzą badania z zakresu: migracji ze szczególnym uwzględnieniem migracji powojennych, dziejów miast śląskich od poł. XVIII w., historii kobiet śląskich w XIX i XX w., przemian demograficznych i społeczno-zawodowych na Śląsku w XIX i XX w., sprzedaży nieruchomości gruntowych i mieszkalnych w miastach wojewódzkich ziem zachodnich i północnych Polski w latach 1990–2008, tworzenia się rynku nieruchomości, migracji powojennych na ziemiach polskich, epoki staropolskiej (XVI–XVIII w.), historii mentalności, społecznej roli Kościoła, dziejów podróży oraz oświaty, wychowania, historii medycyny, polskiej myśli ekonomicznej w okresie staropolskim, literatury rolniczej, pieniądza i bankowości emisyjnej w XX w. i biografistyki historii gospodarczej.
Kierownicy Zakładu
| Lata urzędowania | Kierownik                           |
| ---------------- | ----------------------------------- |
| 1946–1972        | prof. dr hab. Stefan Inglot         |
| 1972–1995        | prof. dr hab. Zbigniew Kwaśny       |
| 1995–2002        | dr hab. Marek Górny, prof. UWr      |
| 2002–2018        | prof. dr hab. Elżbieta Kościk       |
| od 2018          | dr hab. Tomasz Głowiński, prof. UWr |

Pracownicy:
- Kierownik: dr hab. Tomasz Głowiński, prof. UWr
- dr hab. Piotr Badyna
- dr Jacek Jędrysiak
- dr Aleksandra Ziober

### Zakład Historii Kultury Materialnej
Zakład Historii Kultury Materialnej powstał w październiku 2004 r. Od początku swego istnienia kieruje nim dr hab. Jan Kęsik, prof. UWr. Jest to interdyscyplinarny zespół składający się z historyków, historyków sztuki, prawników oraz architektów, specjalizujących się w zakresie historii architektury i rewitalizacji zabytków. Badania nad kulturą materialną obejmują sferę aktywności materialnej człowieka. Utworzenie Zakładu umożliwiło stworzenie zespołu zajmującego się historią kultury materialnej od średniowiecza aż po epokę industrialną i postindustrialną. Działalność Zakładu jest ściśle powiązana z realizowaną na studiach historycznych specjalnością zawodową – dokumentalistyka konserwatorska. W jej ramach przygotowywani są specjaliści w zakresie ochrony dóbr kultury materialnej.
Pracownicy:
- Kierownik: prof. dr hab. Jan Kęsik
- dr hab. Elżbieta Kaszuba, prof. UWr
- dr hab. Miron Urbaniak, prof. UWr
- dr Tomasz Dywan
- dr Agata Gabiś
- dr Szymon Beniuk

### Zakład Historii Najnowszej
Pracownicy:
- Kierownik: prof. zw. dr hab. Grzegorz Strauchold
- prof. zw. dr hab. Krzysztof Ruchniewicz
- dr hab. Bożena Szaynok, prof. UWr
- prof. dr hab. Jakub Tyszkiewicz
- dr Łukasz Kamiński
- dr hab. Joanna Nowosielska-Sobel prof. UWr

### Zakład Historii Polski i Powszechnej do XV w.
Zakład Historii polski i Powszechnej do XV w. powstał w 1945 r. jako jeden z pierwszych na terenie Instytutu Historycznego. Jego twórcami była para mediewistów: Ewa Maleczyńska i Karol Maleczyński.
Kierownicy Zakładu
| Lata urzędowania | Kierownik                          |
| ---------------- | ---------------------------------- |
| 1945–1970        | prof. zw. dr hab. Ewa Maleczyńska  |
| 1970–1979        | prof. dr hab. Roman Heck           |
| 1979–2001        | prof. zw. dr hab. Lech Tyszkiewicz |
| od 2001          | prof. zw. dr hab. Mateusz Goliński |

Pracownicy:
- Kierownik: prof. zw. dr hab. Mateusz Goliński
- prof. dr hab. Stanisław Rosik
- dr hab. Wojciech Mrozowicz, prof. UWr
- dr hab. Dagmara Adamska
- dr Lesław Spychała

### Zakład Historii Polski i Powszechnej od XVI do XVIII w.
Pracownicy:
- Kierownik: prof. zw dr hab. Leszek Ziątkowski
- prof. zw. dr hab. Jerzy Maroń
- dr hab. Filip Wolański, prof. UWr
- dr hab. Robert Kołodziej, prof. UWr
- dr hab. Małgorzata Kowalczyk
- dr Daniel Wojtucki
- dr Jakub Węglorz

### Zakład Historii Polski i Powszechnej od XIX i XX w.
Pracownicy:
- Kierownik: dr hab. Piotr Cichoracki, prof. UWr
- prof. dr hab. Paweł Jaworski
- dr hab. Joanna Dufrat
- dr hab. Grzegorz Kulka
- dr Monika Piotrowska-Marchewa
- dr Mateusz Nowikiewicz

### Zakład Historii Starożytnej
Pracownicy:
- Kierownik: prof. zw. dr hab. Krzysztof Nawotka
- dr hab. Małgorzata Pawlak prof. UWr
- dr hab. Andrzej Łoś, prof. UWr
- dr hab. Andrzej Wypustek
- dr hab. Adam Pałuchowski
- dr Dominika Grzesik
- dr Wojciech Pietruszka

### Zakład Historii Śląska
Zakład Historii Śląska został założony w 1953 r. w Instytucie Historii Polskiej Akademii Nauk, co związane było z pracami nad wielotomową Historią Śląska. W 1965 r. Instytut Historii PAN zlikwidował swoje struktury we Wrocławiu, na mocy porozumienia zawartego między Polską Akademią Nauk a Uniwersytetem Wrocławskim Zakład został przeniesiony do tego ostatniego i włączony w struktury Instytutu Historycznego. Realizacja kolejnych tomów Historii Śląska była do 1989 r. największym osiągnięciem naukowo-wydawniczym zakładu, decydowała również przez szereg lat o jego charakterze; dysponował m.in. etatami „niedydaktycznymi”. W latach 90. XX w. największym osiągnięciem zakładu były trzy tomy dzieła Mieczysława Patera o polskich postawach i dążeniach narodowych na Śląsku. W 2002 r. ukazała się nowa, jednotomowa Historia Śląska pod redakcją Marka Czaplińskiego.
Kierownicy Zakładu
| Lata urzędowania | Kierownik                                 |
| ---------------- | ----------------------------------------- |
| 1965–1977        | prof. zw. dr hab. Stanisław Michalkiewicz |
| 1977–1981        | prof. zw. dr hab. Józef Andrzej Gierowski |
| 1981–2001        | prof. zw. dr hab. Mieczysław Pater        |
| 2001–2012        | prof. zw. dr hab. Marek Czapliński        |
| od 2012          | prof. dr hab. Gabriela Wąs                |

Pracownicy:
- Kierownik: prof. dr hab. Gabriela Wąs
- dr hab. Tomasz Przerwa prof. UWr
- dr Jacek Dębicki
- dr Jarosław Szymański
- dr Krzysztof Siwek

### Zakład Nauk Pomocniczych Historii i Archiwistyki
Pracownicy:
- Kierownik: prof. zw. dr hab. Rościsław Żerelik
- prof zw. dr hab. Marek Derwich
- prof. zw. dr hab. Przemysław Wiszewski
- dr hab. Lucyna Harc
- dr Stanisław Jujeczka
- dr hab. Marek Wójcik
- dr Wawrzyniec Kowalski

### Pracownia Bibliografii Historii Śląska
Skład osobowy Pracowni
- Kierownik: dr hab. Karol Sanojca, prof. UWr
- dr hab. Małgorzata Pawlak, prof. UWr

### Pracownia Atlasu Historycznego
Skład osobowy Pracowni:
- kierownik: prof. dr hab. Grzegorz Strauchold

### Pracownia Badań nad Dziejami Zakonów i Kongregacji Kościelnych
Skład osobowy Pracowni:
- Kierownik: prof. dr hab. Marek Derwich

### Pracownia Badań nad Polską Emigracją w Niemczech po 1945 roku
Skład osobowy:
- Kierownik: prof. dr hab. Krzysztof Ruchniewicz

### Pracownia Dziejów Kościołów i Mniejszości Narodowych
Skład osobowy Pracowni:
- Kierownik: prof. dr hab. Gabriela Wąs

### Pracownia Badań nad Wczesnymi Dziejami Europy Środkowej
Skład osobowy Pracowni
- Kierownik: prof. dr hab. Stanisław Rosik

### Pracownia Dokumentacji Dziedzictwa Kulturowego
Skład osobowy Pracowni
- Kierownik: prof. dr hab. Elżbieta Kaszuba

### Pracownia Edytorstwa Źródeł Historycznych
Skład osobowy Pracowni
- Kierownik: dr hab. Wojciech Mrozowicz, prof. UWr

### Pracownia Komputerowa
Pracownia powstała w 1996 r. Jej kierownikiem od początku jest dr hab. Marek Górny, prof. UWr.

## Wydawnictwa
Instytut wydaje własny kwartalnik historyczny „Sobótka”, który stanowi podstawowe czasopismo dla wszystkich badaczy przeszłości tego regionu.

## Biblioteka
Instytut posiada własną bibliotekę z ok. 133 tys. jednostek inwentarzowych, w tym m.in. 32 tys. woluminami czasopism i 92 tys. woluminami druków zwartych. Zbiór czasopism liczy 1489 tytułów, w tym 69 tytułów bieżących polskich i 38 tytułów bieżących zagranicznych. Biblioteka mieści się na I piętrze budynku instytutu przy ul. Szewskiej 49. W styczniu 2014 roku na mocy uchwały Senatu Uniwersytetu Wrocławskiego otrzymała ona imię Profesora Adama Galosa.

## Siedziba
Od początku swojego istnienia Instytut mieści się w Pałacu Książąt Legnicko-Brzeskich we Wrocławiu, mieszczącym się przy ulicy Szewskiej 49. Budynek powstał w średniowieczu jako miejska rezydencja Piastów legnicko-brzeskich. Wcześniej – w XIV w. – na posesji znajdującej się na rogu dzisiejszych ulic Szewskiej i Uniwersyteckiej znajdowała się synagoga. W 1709 r. od potomków Piastów budynek przeszedł w ręce sióstr urszulanek. W 1811 r. budynki przy Szewskiej 49 po urszulankach przejęła Policja Państwowa. W latach 1896–1898 budynek został przebudowany (dobudowano dodatkowe skrzydła), mimo to zachowując sklepienia gotyckie, renesansowe detale, sklepienia ze sztukatorską dekoracją barokową. Od jesieni 2016 roku rozpoczął się kapitalny remont siedziby instytutu rozłożony na trzy etapy. Przewidywany zakres prac przewiduje się na koniec 2021 roku.
Opis wnętrz budynku jako siedziby policji znajdziemy w powieściach Marka Krajewskiego o Eberhardzie Mocku. Po przeniesieniu siedziby policji na ul. Podwale, dokonano adaptacji budynku przy ul. Szewskiej 49 na potrzeby Uniwersytetu. Budynek Instytutu Historycznego jest także jednym z miejsc akcji kryminału z czasów PRL-u Sztylet Wenecki Zbigniewa Kubikowskiego (pod pseudonimem Jacek Joachim).

## Doktoratyhonoris causaUWr przyznane z inicjatywy instytutu
Instytut Historyczny UWr był inicjatorem przyznania siedemnastu godności doktora honoris causa uczelni:
- 1965 – Josef Macůrek
- 1965 – Kazimierz Tymieniecki
- 1970 – Paul Novotny
- 1975 – Henryk Jabłoński
- 1977 – Stefan Inglot
- 1984 – Henryk Barycz
- 1985 – Karol Górski
- 1985 – Henryk Wereszycki
- 1991 – Ryszard Kaczorowski
- 1992 – Józef Andrzej Gierowski
- 1993 – Józef Wolski
- 1993 – Piotr Wandycz
- 1999 – Gerard Labuda
- 2001 – Roman Wapiński
- 2002 – Fritz Stern
- 2003 – Winfried Irgang
- 2007 – Henryk Samsonowicz
- 2011 – Norbert Conrads

## Byli pracownicy Instytutu Historycznego
- Ludwik Bazylow
- Franciszek Biały,
- Kazimierz Bobowski,
- Marek Cetwiński,
- Stanisław Ciesielski
- Edward Czapiewski
- Marek Czapliński
- Władysław Czapliński,
- Juliusz Demel
- Karol Fiedor
- Zbigniew Fras,
- Adam Galos,
- Romuald Gelles
- Józef Andrzej Gierowski,
- Ryszard Gładkiewicz
- Marian Haisig
- Jerzy Hauziński
- Roman Heck
- Stefan Inglot
- Adolf Juzwenko,
- Eugeniusz Konik,
- Wacław Korta,
- Elżbieta Kościk
- Tadeusz Kotula,
- Teresa Kulak
- Franciszek Kusiak
- Zbigniew Kwaśny
- Lech Leciejewicz,
- Józef Leszczyński,
- Ewa Maleczyńska,
- Karol Maleczyński,
- Andrzej Małkiewicz
- Tadeusz Marczak
- Krystyn Matwijowski,
- Teofil Modelski
- Karol Modzelewski
- Stefania Ochmann-Staniszewska
- Marian Orzechowski
- Grażyna Pańko
- Mieczysław Pater,
- Jerzy Pietrzak
- Kazimierz Popiołek,
- Bogdan Rok
- Wincenty Styś
- Wiesław Suder
- Włodzimierz Suleja,
- Bronisław Turoń
- Lech Tyszkiewicz,
- Marek Winiarczyk
- Henryk Wereszycki
- Józef Wolski
- Wojciech Wrzesiński,
- Henryk Zieliński

## Znani studenci
- Leszek Bzdyl
- Ryszard Czarnecki
- Julian Janczak
- Jolanta Maria Kaleta
- Paweł Kasprzak
- Marian Kmita
- Radosław Kujawa
- Andrzej Łoś
- Jarema Maciszewski
- Grzegorz Małecki
- Mateusz Morawiecki
- Jacek Połujan
- Robert Raczyński
- Grzegorz Schetyna
- Władysław Stasiak
- Krzysztof Turkowski
- Elżbieta Witek
- Norbert Wójtowicz
- Tadeusz Wolsza
- Jerzy Woronczak
- Roman Żurek